# Nelson Ascher
Nelson Ronny Ascher (* 1958 in São Paulo) ist ein brasilianischer Dichter.
Er ist Sohn von ungarisch-jüdischen Einwanderern. Dieses Erbe hat seine Ansichten stark beeinflusst. Er studierte Betriebswirtschaft an der renommierten Privathochschule Fundação Getúlio Vargas. Er schreibt in der Zeitung Folha de São Paulo über Politik und Kunst.
| Personendaten    | Personendaten                             |
| ---------------- | ----------------------------------------- |
| NAME             | Ascher, Nelson                            |
| ALTERNATIVNAMEN  | Ascher, Nelson Ronny (vollständiger Name) |
| KURZBESCHREIBUNG | brasilianischer Dichter                   |
| GEBURTSDATUM     | 1958                                      |
| GEBURTSORT       | São Paulo                                 |